# Thomas J. Bergersen
Thomas Jacob Bergersen, född 4 juli 1980 i Trondheim i Norge, är en norsk kompositör av trailers. Han är en av grundarna till det musikproducerande företaget Two Steps from Hell som har sitt säte i Los Angeles, Kalifornien.